# Château de Meillant
 (juin 2023).
Si vous disposez d'ouvrages ou d'articles de référence ou si vous connaissez des sites web de qualité traitant du thème abordé ici, merci de compléter l'article en donnant les références utiles à sa vérifiabilité et en les liant à la section « Notes et références ».
Le château de Meillant est un ancien château fort, reconstruit en partie après la guerre de Cent ans dans un style gothique flamboyant évoluant jusqu'au style Louis XII, qui se dresse sur la commune française de Meillant dans le département du Cher, en région Centre.

## Historique
Un château existe déjà au XIe siècle. Une tour avait été construite par un prince de Déols pour protéger ses terres face à la grosse tour qui avait été construite à Dun-le-Roi, aujourd'hui Dun-sur-Auron, distante de trois lieues.
La construction du château actuel fut entreprise à la fin du XIIIe siècle et au début du XIVe siècle par Étienne II de Sancerre qui mourut avant 1308. Il en reste les deux corps de logis rectangulaires situés de part et d'autre du corps de logis construit à la fin du XVe siècle. Côté sud se trouvaient les fossés alimentés par l'Hivernon. Le reste des remparts ceinturant une cour et protégés par les douves a disparu au XVIIIe siècle. Une porte d'entrée située à l'est y donnait accès.
C'est la famille d'Amboise qui fit construire le corps de logis central, la chapelle et la tour du Lion avec sa vis, côté cour. Cette construction a duré de 1473 à 1510. Elle a dû être commencée par Charles Ier d'Amboise et terminée pour Charles II d'Amboise sous le contrôle du cardinal d'Amboise.
Un dessin réalisé par Claude Chastillon, du début du XVIIe siècle, donne l'aspect du château à cette époque. Il montre que le château était complété à l'ouest par une galerie de sept arcades dont il ne subsiste plus que deux piles dans le jardin. Cette galerie ressemblait à celle du château de la Verrerie, près d'Aubigny-sur-Nère.
À partir de 1842, le château fut restauré par l'architecte Louis Lenormand. Il refit la décoration sculptée extérieure, les toitures, les chemins de ronde et reconstruit les étages supérieurs des corps de logis situés à l'extrémité est du château. Il a aussi remanié complètement l'intérieur.
Par arrêté du 2 mars 1926, le château fait l'objet d'une inscription au titre des Monuments historiques, complétée par la suite :  l'ensemble des façades et toitures du château fait l’objet d’un classement au titre des monuments historiques depuis le 4 avril 1963. Le château avait été classé provisoirement par le passé, par la liste des monuments historiques de 1862, puis celle de 1875. Il fut déclassé en 1887, à la demande du propriétaire, puis repris en compte en 1926 pour son inscription.

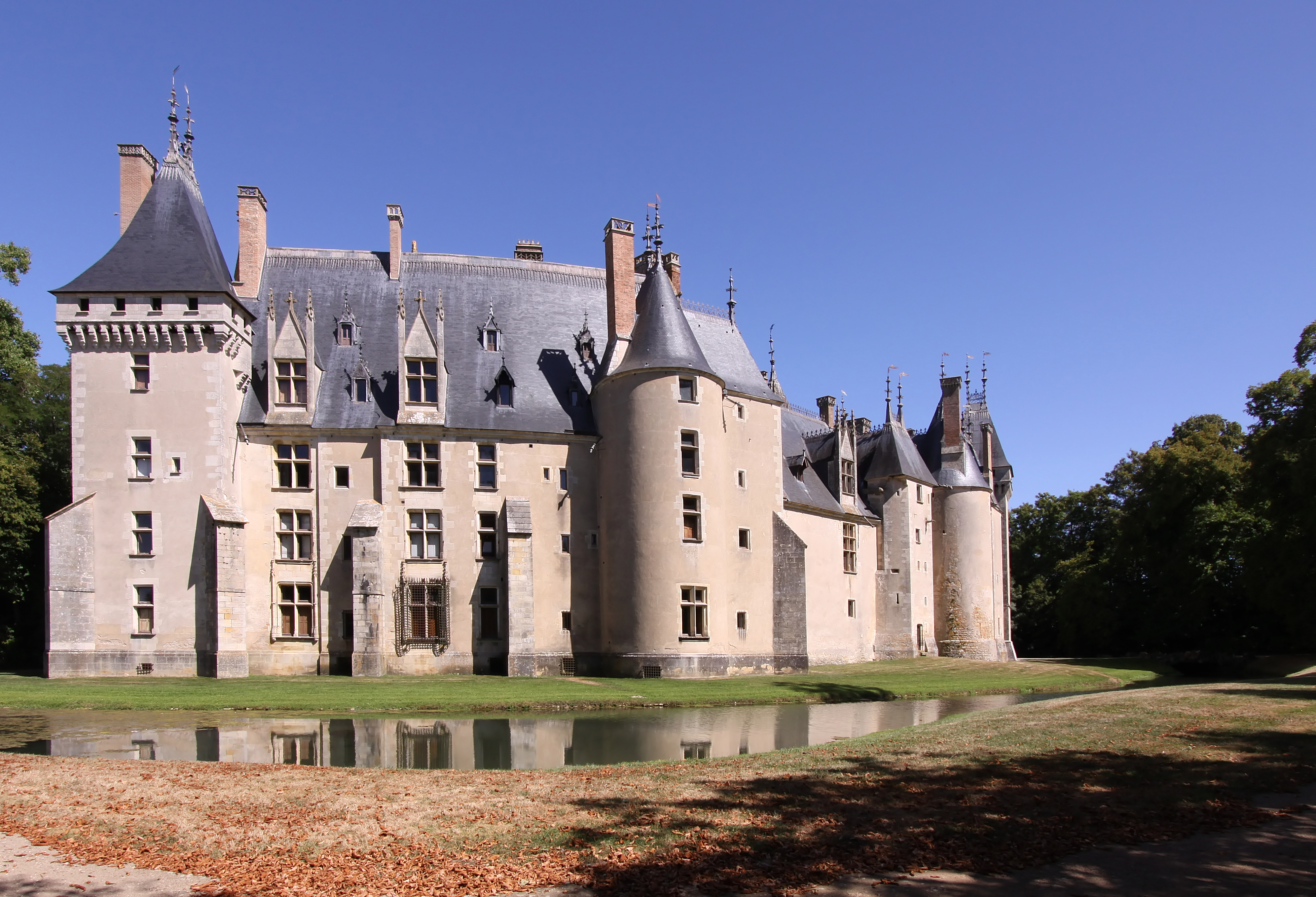
Le château côté douves.

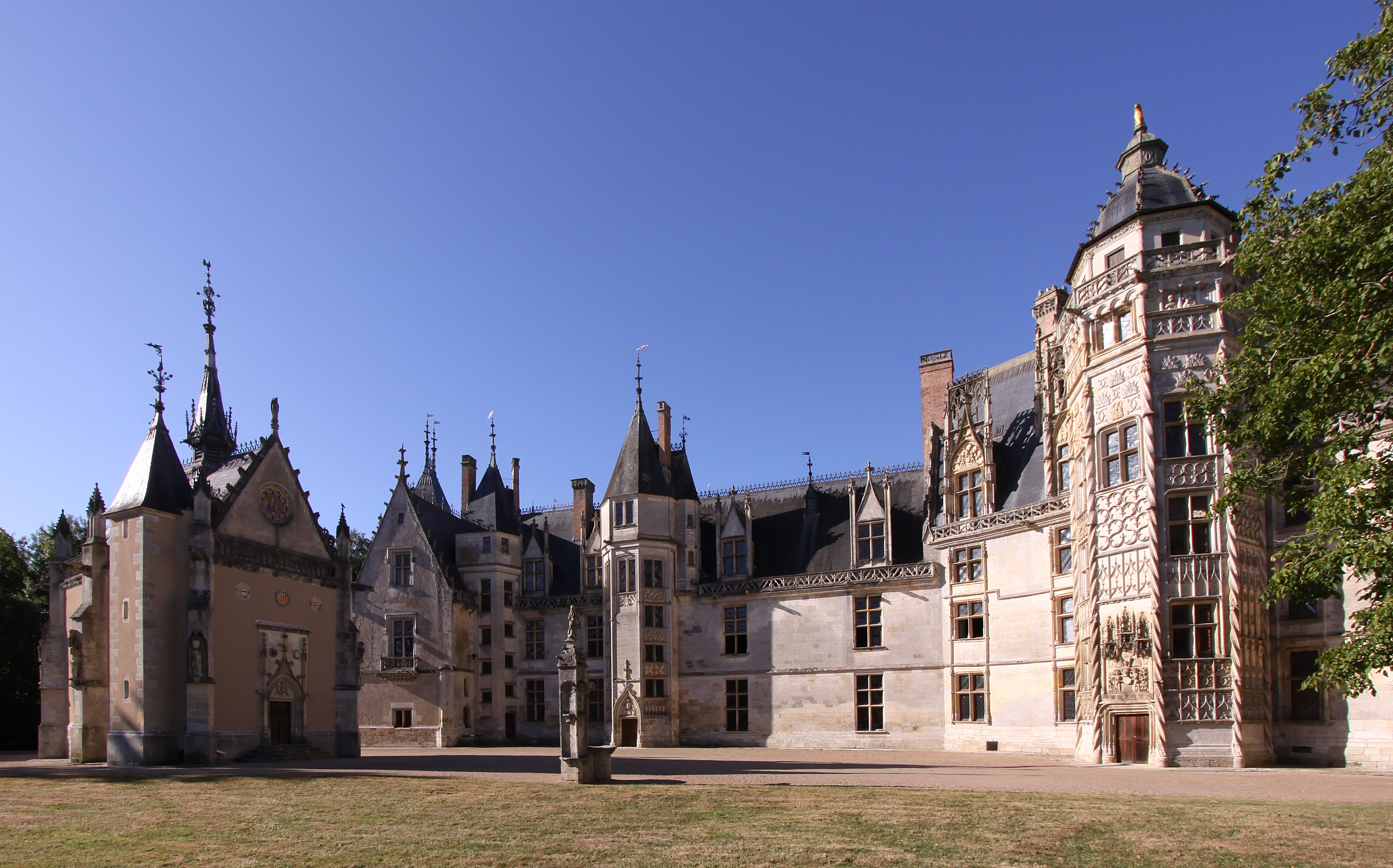
Le château côté cour.

### Les différentes familles ayant possédé la terre de Meillant[5]

#### De la famille de Charenton à la famille de Sancerre
Le château appartient à la famille de Charenton qui possédait aussi la terre de Charenton. Les deux seigneuries restèrent liées jusqu'à la Révolution.
Agnès de Charenton l'a apportée en dot à son mariage avec Raoul VI (VII), prince de Déols, mort en 1176. La terre revient à sa fille unique, Denise de Déols. Elle se marie en 1189 avec André Ier de Chauvigny[source insuffisante] qui s'est illustré à la Troisième croisade. Puis, en 1204, elle se remarie avec Guillaume Ier, comte de Sancerre[source insuffisante].
Les terres passent ensuite à son fils aîné, Guillaume Ier de Chauvigny. Il fonde à proximité du château une ville franche. En mai 1211, il donne une charte de privilèges pour les bourgeois qui sont venus s'y installer.
En 1233, Guillaume Ier de Chauvigny céda à son demi-frère, Louis Ier de Sancerre, cette terre. Ayant hérité de Meillant à la mort de son père en 1267, Jean Ier de Sancerre confirma, le 8 novembre 1269, aux bourgeois de Meillant les privilèges donnés dans l'acte de 1211.
C'est le fils aîné de Jean Ier de Sancerre, Étienne II de Sancerre, auquel on attribue la construction de la partie du château actuel datant de la fin du XIIIe siècle ou du début du XIVe siècle. À sa mort sans postérité en 1308, c'est son frère Jean II de Sancerre qui devint propriétaire de la seigneurie. Les héritiers successifs furent Louis II de Sancerre, puis Jean III de Sancerre, enfin à sa fille unique, Marguerite de Sancerre.
Marguerite se maria quatre fois. D'abord, en 1364, avec Gérard VI Chabot (1344-1370). Devenue veuve, elle épousa, en secondes noces, le 27 juin 1374 à Riom, le dauphin d'Auvergne Béraud II.

#### La famille de Bueil
La fille benjamine de Béraud II et de Marguerite, Marguerite-Dauphine, (dauphine) d'Auvergne, dame de Bueil par son mariage, épousa en 1404 Jean IV de Bueil, maître des arbalétriers de France. Elle décéda en 1418, mais elle laissa l'usufruit de Meillant et de Charenton à sa sœur Jacquette-Dauphine, abbesse de Saint-Menoux. Cette donation est confirmée le 14 août 1435] par son neveu et sa nièce, Louis de Bourbon et sa femme, Jeanne-Dauphine.
En 1453, Charles d'Albret, seigneur d'Orval et suzerain de Meillant, accorde trois années à l'abbesse pour qu'elle lui rende son hommage.

#### La famille d'Amboise
Anne de Bueil, une fille de Marguerite de Bueil, se maria en 1438, à Pierre Ier d'Amboise-Chaumont. Par échange, ils acquirent le 20 octobre 1453 les seigneuries de Meillant et de Charenton. Pierre d'Amboise est appelé seigneur de Meillant dans des actes de 1462 et 1468. Il mourut le 28 juin 1473 à Meillant.
Dès le 6 mai 1464, ils avaient transmis à leur fils aîné Charles Ier d'Amboise la nue-propriété de Meillant au moment de son mariage avec Catherine de Chauvigny-Châteauroux. Il fait commencer les travaux de construction de la partie de bâtiment comprise entre les deux corps de logis d'Étienne II de Sancerre, probablement à partir de 1473.
Après sa mort, le 22 février 1481, son fils, le maréchal Charles II d'Amboise fait continuer les travaux. Ses fonctions de lieutenant du roi en Italie et de gouverneur du Milanais le retenant loin du château, il fait surveiller les travaux par son oncle, le cardinal d'Amboise. L'argent qu'il retira de son gouvernement en Italie aurait fait dire au cardinal Bibbiena, d'après Brantôme : Milan a fait Meillant. Louis XII s'arrêta à Meillant en 1505, c'est ce qui explique la sculpture d'un porc-épic couronné sur une tour.
Après sa mort le 11 février 1511 à Correggio, son fils unique Georges d'Amboise hérite du château, mais il meurt à la bataille de Pavie, en 1525.
Dans un testament de 1522, Georges d'Amboise avait laissé ses biens à sa tante Catherine de Chaumont d'Amboise, morte en 1550 sans postérité, épouse de trois maris dont Philibert de Beaujeu (fils de Jacques de Beaujeu, seigneur de Lignières et d'Amplepuis), et à sa cousine germaine Antoinette d'Amboise, fille de Guy de Chaumont d'Amboise de Ravel — un frère cadet de Charles II et de Catherine — et femme d'Antoine de La Rochefoucauld, seigneur de Barbezieux. Par une transaction du 21 octobre 1525, les terres de Meillant et de Charenton reviennent à Catherine d'Amboise. Son mari, Philibert de Beaujeu, rendit hommage pour ces terres, le 26 septembre 1534, à Henri de Foix-Lautrec, fils d'Odet,  comte de Comminges et seigneur d'Orval. Cette transaction prévoyait que si Catherine d'Amboise mourait sans enfant (ce qui s'avéra), les seigneuries reviendraient à Antoinette d'Amboise.

#### La famille de Barbezieux
Catherine d'Amboise transmit à sa nièce Antoinette ses terres de Meillant, Charenton, Lignières et Chaumont en 1542. Cette dernière, elle aussi mariée trois fois, ruinée par son troisième mari Louis de Luxembourg-Roussy (mort en 1571, fils cadet de Charles Ier de Luxembourg-Ligny comte de Brienne), doit vendre la nue propriété, le 4 décembre 1543, à son fils Gilbert de La Rochefoucauld pour 80 000 livres, et d'autres terres à son autre fils Charles de La Rochefoucauld, seigneur de Barbezieux, pour 40 000 livres. Après la mort d'Antoinette d'Amboise, par l'accord du 4 juillet 1553 avec ses frères, Charles de La Rochefoucauld, resta le seul propriétaire des terres de sa mère. À sa mort, sa veuve, Françoise de Chabot, fille de l'amiral Philippe Chabot, fut dame de Meillant jusqu'en 1600.

#### La famille de Brichanteau
Charles de La Rochefoucauld-Barbezieux et Françoise de Chabot eurent trois filles. Les seigneuries de Meillant et Charenton reviennent à leur seconde fille Antoinette de La Rochefoucauld, mariée à Antoine de Brichanteau, marquis de Nangis, amiral de France en 1589. En 1609, il fit hommage de ses terres à son suzerain, Sully. Les terres furent ensuite conservées indivises entre Nicolas de Brichanteau et son frère Philibert de Brichanteau, évêque de Laon.
Nicolas de Brichanteau meurt en 1653. Son second fils, Claude-Alphonse de Brichanteau lui succéda. Après sa mort en 1658, c'est sa veuve, Angélique d'Aloigny, fille de Henri Louis d'Aloigny, qui fut dame de Meillant jusqu'en 1676. Son fils, Louis-Fauste de Brichanteau épousa sa cousine germaine, Marie-Henriette d'Aloigny de Rochefort, après avoir obtenu une dispense. Il fut tué en Allemagne, le 8 août 1690. De ce mariage naquirent trois enfants, deux fils, dont Louis Armand de Brichanteau, et une fille, Louise-Madeleine-Thérèse de Brichanteau.

#### La famille de Gorge d'Antraigues
Le 12 septembre 1710, Louise-Madeleine-Thérèse de Brichanteau signa son contrat de mariage avec Pierre-François Gorge d'Antraigues, comte de Clain. Le même jour, le père du marié, Pierre Gorge d'Antraigues, seigneur de la Chapelle-sur-Crécy, acheta aux enfants Brichanteau pour 214 000 livres les terres de Meillant, Chandeuil, Pondy et Charenton, et en donna l'usufruit à son fils Pierre-François, la nue-propriété devant revenir aux enfants à naître. En cas d'absence d'héritier, l'héritage reviendrait à son autre fils (l'aîné ; né d'un premier mariage de Pierre Gorge, donc un demi-frère de Pierre-François), Chrétien-François Gorge d'Antraigues, et à sa fille, Julie-Christine-Régine Gorge d'Antraigues (sœur de Pierre-François et demi-sœur de Chrétien-François Gorge), mariée en 1709 à Paul-François de Béthune (1682-1759), fils du duc Armand de Béthune de Chârost d'Ancenis et de Louise-Marie-Thérèse de Melun d'Epinoy, marquis d'Ancenis, puis 4e duc de Charost en 1724.
Pierre Gorge avait fait fortune dans des entreprises financières. Sa fortune lui avait permis d'acheter la seigneurie d'Entraigues, en Berry (à Langé), et les terres avoisinant la Chapelle-Crécy, en Brie (Crécy-la-Chapelle). Il s'était remarié en 1685 avec Julie d'Étampes-Valençay, fille de feu Dominique marquis de Valençay et de Marie-Louise de Montmorency-Bouteville. De ce second mariage était né Pierre-François, un fils mort jeune en 1715, et Julie-Christine-Régine, ainsi qu'une autre fille, religieuse. Devenu veuf en 1705, il s'était retiré en 1710 à l'abbaye Sainte-Geneviève où il mourut le 21 mars 1723. D'un premier mariage était né Chrétien-François.
Le fils Pierre-François Gorge n'avait pas les vertus de son père. C'était un débauché plein de vices qui se ruina. Sa première femme Louise-Madeleine-Thérèse de Brichanteau mourut en couches en 1713 sans postérité. Fait duc de Phalaris par le pape, il se remaria en 1715 avec Marie-Thérèse Blonel d'Haraucourt[source insuffisante] qu'il quitta trois semaines plus tard, poursuivi par ses créanciers : sa nouvelle épouse devint la maîtresse du Régent. Quant à lui, il mourut en prison à Moscou en 1740.
Devant les débauches de Pierre-François, le 4 septembre 1716, Pierre Gorge d'Antraigues déshérite son fils. Un arrêt du 1er juillet 1718 lui permet d'annuler ses donations. Mais le 11 juin 1717 Pierre-François avait abandonné à ses créanciers l'usufruit de ses biens en Berry. Pour éviter un procès, Chrétien-François racheta leurs droits aux créanciers en 1720. Avant sa mort, Pierre Gorge d'Antraigues fit de ses enfants Chrétien-François et Julie-Christine-Régine ses héritiers, chacun pour moitié.

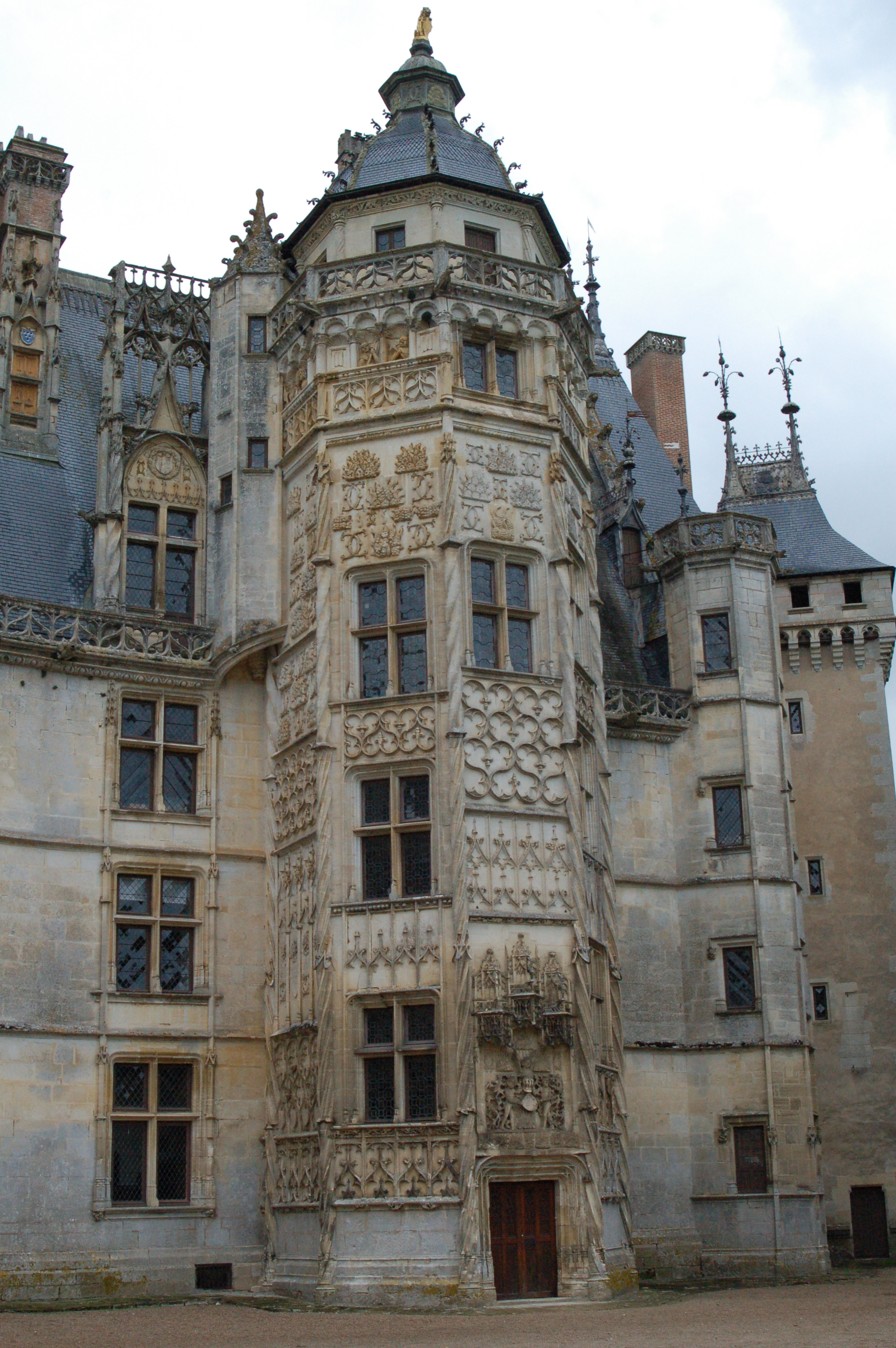
Typique du style Louis XII, une corniche à oves déjà Renaissance se mêle aux éléments du gothique flamboyant sur le logis, tandis qu'un tempietto surmonte la Tour du Lion, réalisée sous Charles II d'Amboise (1510).

#### La famille de Béthune-Charost
En avril 1732, Chrétien-François Gorge d'Antraigues vendit à sa demi-sœur Julie-Christine-Régine Gorge la totalité de l'usufruit et la moitié de la nue-propriété de la seigneurie de Meillant. Chrétien-François mourut le 25 juillet 1737 sans enfant, faisant de sa sœur sa légataire universelle. Le 28 août 1737, Julie-Christine-Régine Gorge d'Antraigues décéda après avoir fait de son troisième fils, François-Joseph de Béthune (1719-1739 ; fils du duc Paul-François ci-dessus), duc d'Ancenis, son héritier. Il avait été marié avec Marie-Élisabeth de Roye de La Rochefoucauld comtesse de Roucy. Cette dernière a assuré la garde des terres de Berry après la mort de son mari, le 26 octobre 1739, pour son fils Armand-Joseph de Béthune (1738-1800), duc de Charost (Chârost) en 1747, féru d'agronomie et de philanthropie, entrepreneur dans l'âme. Il prit possession de Meillant et Charenton en 1755.
Armand-Joseph de Béthune avait été marié à Louise-Suzanne-Edmée de Martel qui mourut le 6 octobre 1779. Il se remaria avec Henriette-Adélaïde-Joséphine du Bouchet de Sourches de Tourzel, le 17 février 1783. Son action philanthropique l'avait fait aimer en Berry. Les pétitions des habitants du pays lui ont permis d'échapper à la guillotine pendant la Terreur, alors que son seul fils survivant fut guillotiné le 26 avril 1794. Le duc de Charost mourut à Paris le 28 octobre 1800. Par testament du 3 juin 1798, il avait fait de sa seconde femme son héritière. Elle s'occupa peu du château.

#### La famillede Mortemart
En 1857, la duchesse de Chârost Henriette-Adélaïde-Joséphine du Bouchet de Sourches de Tourzel, fille de Louis-François marquis de Tourzel, donna le château à sa nièce Virginie de Sainte-Aldegonde, petite-fille par sa mère Anne-Louise-Joséphine de Tourzel du marquis Louis-François, et mariée au général Casimir de Rochechouart, duc de Mortemart. C'est ce dernier qui avait entrepris, dès 1842, de faire restaurer le château, à partir de 1842, par l'architecte Louis Lenormand. L'actuel propriétaire du château est le marquis Aimery de Mortemart.

## Description
Le plan initial du château, tel qu'il avait été construit par Étienne II de Sancerre et que montre le dessin de Claude de Chastillon, est très semblable à celui du château de Sagonne. Cette ressemblance est due au fait que ces deux châteaux ont été construits par la même famille de Sancerre.
Les parties construites par la famille d'Amboise à partir de 1473 sont plus à rattacher  la fin du style gothique qu'au début du style Renaissance en France. On peut rattacher les bâtiments construits par Charles Ier d'Amboise au Palais Jacques-Cœur de Bourges.
Sous Charles II d'Amboise, on construisit la tour du Lion, en hors-œuvre et comprenant un escalier à vis, et la mise en forme de la façade côté cour du bâtiment occidental par le percement des fenêtres dans les murs du début du XIVe siècle et leur décoration. La décoration de la tour et des fenêtres hautes de la façade côté cour est assez exubérante. Elle a été réalisée avant 1510 dans le style Louis XII, marquant la transition entre les styles gothique flamboyant et de la première Renaissance française. On retrouve ce type de tour-escalier au Palais Jacques-Cœur et à l'hôtel des Échevins de Bourges. La galerie qui prolongeait l'aile occidentale et qui avait été construite dans le style de la première Renaissance a malheureusement disparu. La décoration de la tour du Lion, appelée ainsi à cause du lion qui la surmonte, est la partie la plus intéressante du château. Il ne semble pas que la restauration entreprise à partir de 1842 ait beaucoup affecté cette partie du château.